# Frederik Oldenburg (forstmand)
 Der er flere personer med dette navn, se Frederik Oldenburg.
Frederik Oldenburg (14. marts 1828 – 25. september 1890) var en dansk forstmand og politisk forfatter. 
Han blev 1846 student og 1852 forstkandidat, efter at have været frivillig herregårdsskytte under krigen 1848, og var 1853—60 ansat ved forstvæsenet i Nordslesvig. 1860—63 rettede han nogle skarpe angreb på statsskovenes bestyrelse, samt foreslog på landmandsforsamlingerne 1862 og 1863 ophævelsen af skovtvang. 1868 købte han et par herregårde i Skåne, men levede siden 1880 mest i København. 
1881 åbnede han sin politiske forfattervirksomhed med et skrift Strategi og Politik under mærket "C. v. Haller" og udtalte åbent, at Danmark ved sin beliggenhed kun kunde sikre sin fremtid ved at forbinde sig med Tyskland og befæste København i dette øjemed. Skriftet vakte stærkt røre og megen forargelse. Til svar på de mange indsigelser skrev han endnu 1881 3 småskrifter, deriblandt Aanden i Folket, og kom nu også ind på Danmarks indre politiske forhold. 
Endelig behandlede han disse 1884—88 i årlige oversigter under særskilte navne, som tilstrækkelig antyder tankegangen (således Forlig eller Revolution, Vor Opløsning fortsat, Estrupiatet og Demoralisationen), og fældede her med skarp kritisk sans og uforfærdet djærvhed samt med stor stilistisk dygtighed de hårdeste domme både over Venstres ledere og over ministeriet Estrups styrelse.